# Естебан Камб'яссо
Естебан Камб'яссо (ісп. Esteban Cambiasso, нар. 18 серпня 1980, Буенос-Айрес) — аргентинський футболіст, що грав на позиції півзахисника.

## Клубна кар'єра
Народився 18 серпня 1980 року в місті Буенос-Айрес. Вихованець футбольної школи клубу «Аргентинос Хуніорс», хоча вже 1996 році у віці 16 років разом зі своїм братом Ніколасом, переїхав в Іспанію, де почав виступати за юнацькі команди мадридського «Реала».
У дорослому футболі дебютував 1996 року виступами за фарм-клуб «Реал Мадрид Кастілья», в якому провів два сезони, взявши участь у 42 матчах чемпіонату. Проте пробитися до основної команди не зміг і влітку 1998 року повернувся на батьківщину, де на правах оренди три сезони виступав за «Індепендьєнте». Більшість часу, проведеного у складі команди з Авельянеди, був основним гравцем команди.

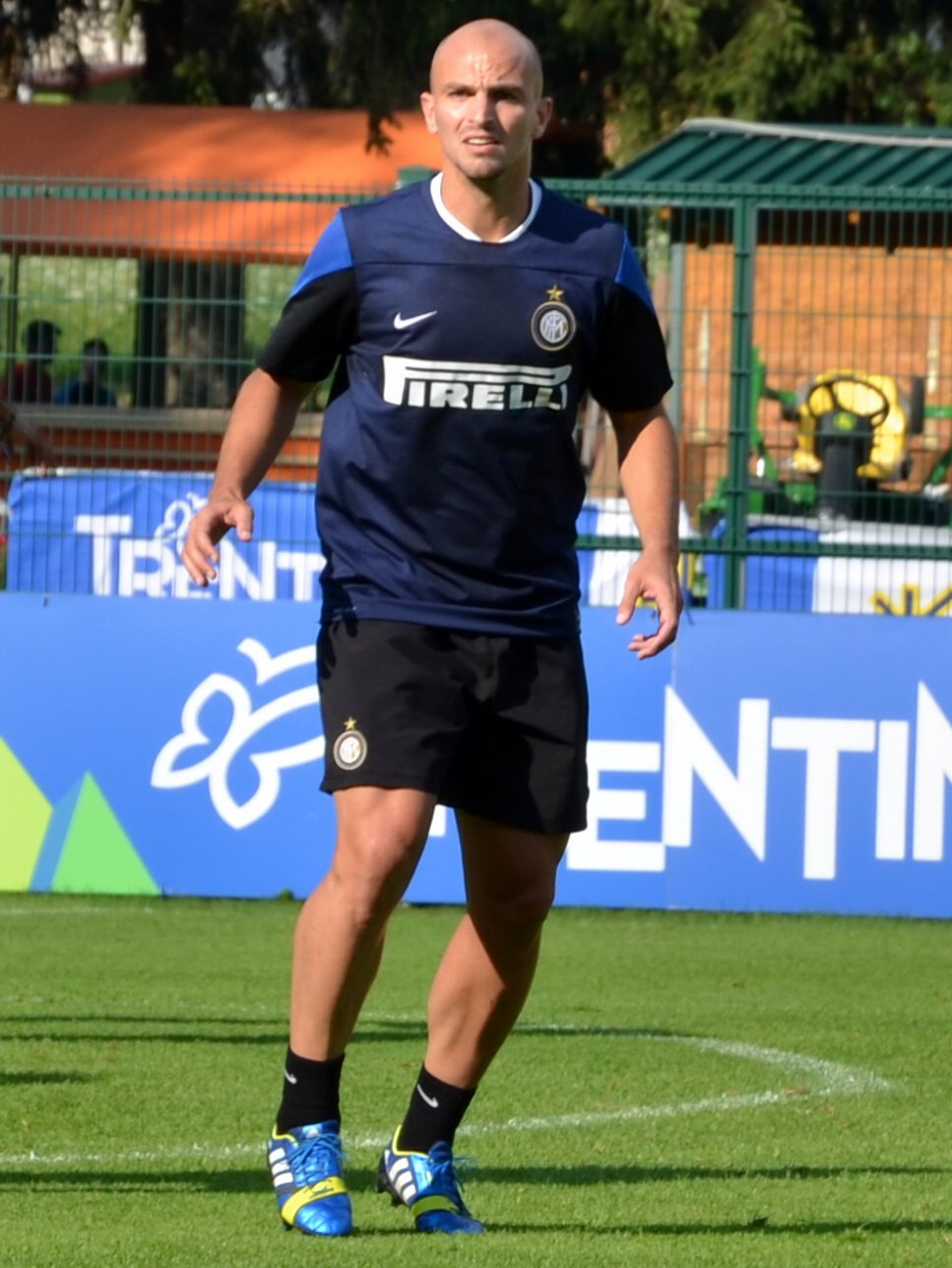
Естебан Камб'яссо під час виступів за «Інтернаціонале». 19 липня 2013 року.

Протягом 2001–2002 років захищав також на правах оренди кольори клубу «Рівер Плейт», у складі якого виборов титул чемпіона Аргентини.
2002 року тренер мадридців Вісенте дель Боске включив гравця до складу основної команди «Реал Мадрид», де Естебан провів наступні два роки своєї кар'єри гравця. Щоправда, граючи у складі мадридського «Реала» через велику кількість висококласних виконавців рідко виходив на поле в основному складі команди. Попри це, за час виступів у «королівському» клубі додав до переліку своїх трофеїв титул чемпіона Іспанії та став володарем Суперкубка Іспанії.
30 червня 2004 року у футболіста завершився контракт з «Реалом» і клуб відмовився його продовжувати. Тому вже наступного місяця Естебан на правах вільного агента приєднався до складу «Інтернаціонале», підписавши чотирирічний контракт. У серпні 2006 року продовжив контракт з «Інтером» до літа 2010 року, а у березні 2009 року — до 30 червня 2014 року. Відіграв за «нераззуррі» 315 матчів в національному чемпіонаті і весь цей час був основним гравцем команди. За чей час Естебан двічі ставав найкращим футболістом клубу, в 2010 році виграв Лігу чемпіонів та Клубний чемпіонат світу, крім того п'ять разів ставав чемпіоном Італії, і по чотири рази володарем кубка і суперкубка Італії.

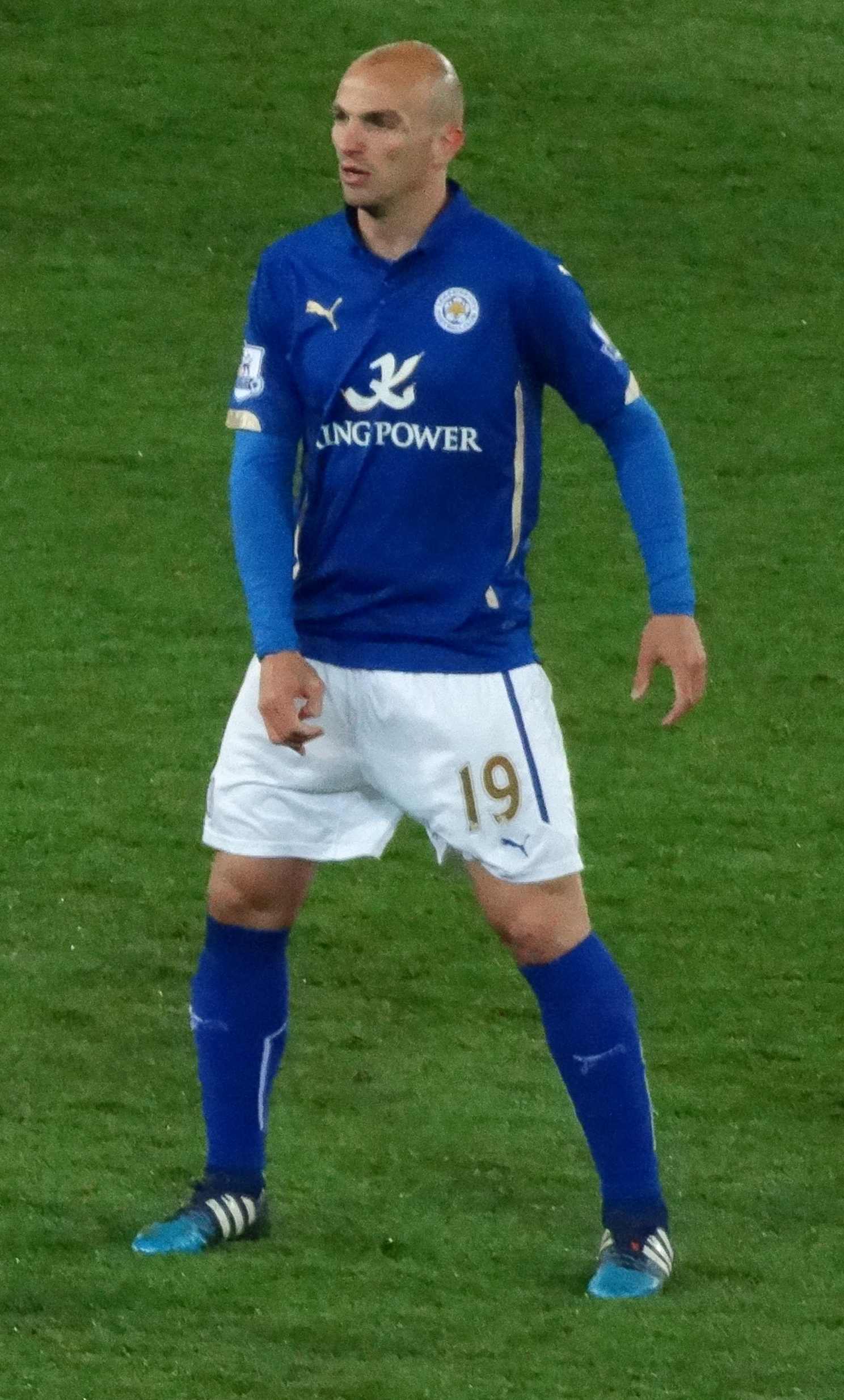
Естебан Камб'яссо під час виступів за «Лестер Сіті». 29 квітня 2015 року.

Влітку 2014 року контракт Естебана з «Інтером» закінчився і клуб вирішив не подовжувати співробітництво з 33-річним футболістом. Натомість Камб'яссо в статусі вільного агента уклав однорічний контракт з англійським «Лестер Сіті», в якому за сезон провів 31 матч в Прем'єр-лізі і був визнаний найкращим гравцем клубу за версією вболівальників. 21 липня 2015 року Камб'яссо був запропонований новий контракт в клубі, але аргентинець відмовився і незабаром покинув клуб.
7 серпня 2015 року Естебан підписав дворічний контракт з грецьким «Олімпіакосом» і в першому ж сезоні став з командою чемпіоном країни. Загалом протягом двох сезонів провів за «Олімпіакос» 48 матчів в усіх турнірах, після чого вирішив завершити професійну футбольну кар'єру.

## Виступи за збірну
1997 року дебютував у складі юнацької збірної Аргентини, взяв участь у 6 іграх на юнацькому рівні, відзначившись одним забитим голом.
Протягом 1999–2000 років залучався до складу молодіжної збірної Аргентини разом з якою був учасником молодіжних чемпіонатів світу 1997 та 1999 років. Причому на першому з них Естебан забив гол у фіналі в ворота уругвайців (2:1) і допоміг Аргентині виграти золоті медалі. Крім того у складі збірної U-19 був чемпіоном Південної Америки 1997 і 1999 років. Всього на молодіжному рівні зіграв у 11 офіційних матчах, забив 2 голи.
12 грудня 2000 року дебютував в офіційних матчах у складі національної збірної Аргентини. 
У складі збірної був учасником розіграшу Кубка Конфедерацій 2005 року у Німеччині, де разом з командою здобув «срібло»,чемпіонату світу 2006 року у Німеччині, розіграшу Кубка Америки 2007 року у Венесуелі, де разом з командою здобув «срібло» та домашнього розіграшу Кубка Америки 2011 року.
Всього провів у формі головної команди країни 52 матчі, забивши 5 голів.

## Статистика виступів

### Статистика клубних виступів

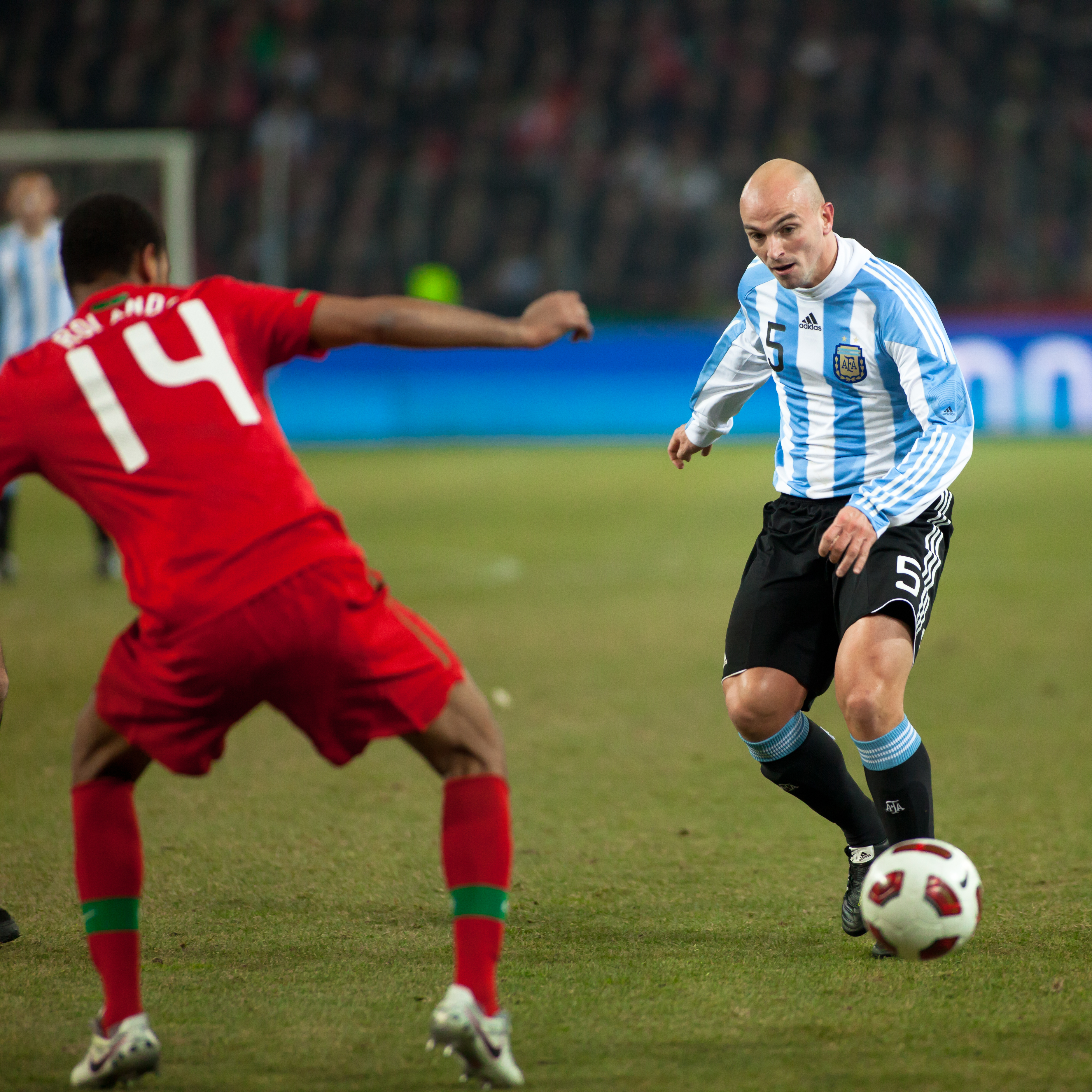
Естебан Камб'яссо у складі національної збірної Аргентини. 2011 рік

| Сезон                                  | Команда                                | Чемпіонат                              | Чемпіонат | Чемпіонат | Національний кубок | Національний кубок | Національний кубок | Континентальні кубки | Континентальні кубки | Континентальні кубки | Інші змагання | Інші змагання | Інші змагання | Усього | Усього |
| Сезон                                  | Команда                                | Ліга                                   | Ігор      | Голів     | Ліга               | Ігор               | Голів              | Ліга                 | Ігор                 | Голів                | Ліга          | Ігор          | Голів         | Ігор   | Голів  |
| -------------------------------------- | -------------------------------------- | -------------------------------------- | --------- | --------- | ------------------ | ------------------ | ------------------ | -------------------- | -------------------- | -------------------- | ------------- | ------------- | ------------- | ------ | ------ |
| 1995-96                                | «Аргентинос Хуніорс»                   | ПД                                     | 0         | 0         | —                  | —                  | —                  | —                    | —                    | —                    | —             | —             | —             | 0      | 0      |
| 1996-97                                | «Реал Мадрид Кастілья»                 | СДВ                                    | 8         | 0         | —                  | —                  | —                  | —                    | —                    | —                    | —             | —             | —             | 8      | 0      |
| 1997-98                                | «Реал Мадрид Кастілья»                 | СДВ                                    | 34        | 4         | —                  | —                  | —                  | —                    | —                    | —                    | —             | —             | —             | 34     | 4      |
| Усього за «Реал Мадрид Кастілья»       | Усього за «Реал Мадрид Кастілья»       | Усього за «Реал Мадрид Кастілья»       | 42        | 4         |                    |                    |                    |                      |                      |                      |               |               |               | 42     | 4      |
| 1998-99                                | «Індепендьєнте» (Авельянеда)           | ПД                                     | 27        | 3         | —                  | —                  | —                  | —                    | —                    | —                    | —             | —             | —             | 27     | 3      |
| 1999-00                                | «Індепендьєнте» (Авельянеда)           | ПД                                     | 35        | 6         | —                  | —                  | —                  | —                    | —                    | —                    | —             | —             | —             | 35     | 6      |
| 2000-01                                | «Індепендьєнте» (Авельянеда)           | ПД                                     | 35        | 5         | —                  | —                  | —                  | —                    | —                    | —                    | —             | —             | —             | 35     | 5      |
| Усього за «Індепендьєнте» (Авельянеда) | Усього за «Індепендьєнте» (Авельянеда) | Усього за «Індепендьєнте» (Авельянеда) | 97        | 14        |                    |                    |                    |                      |                      |                      |               |               |               | 97     | 14     |
| 2001-02                                | «Рівер Плейт»                          | ПД                                     | 37        | 12        | —                  | —                  | —                  | —                    | —                    | —                    | —             | —             | —             | 37     | 12     |
| 2002-03                                | «Реал Мадрид»                          | ПД                                     | 24        | 0         | —                  | —                  | —                  | ЛЧ                   | 9                    | 0                    | СУ            | 1             | 0             | 34     | 0      |
| 2003-04                                | «Реал Мадрид»                          | ПД                                     | 17        | 0         | —                  | —                  | —                  | ЛЧ                   | 5                    | 0                    | СІ            | 2             | 0             | 24     | 0      |
| Усього за «Реал Мадрид»                | Усього за «Реал Мадрид»                | Усього за «Реал Мадрид»                | 41        | 0         |                    |                    |                    |                      | 14                   | 0                    |               | 3             | 0             | 58     | 0      |
| 2004-05                                | «Інтернаціонале»                       | A                                      | 30        | 2         | КІ                 | 3                  | 0                  | ЛЧ                   | 11                   | 0                    | —             | —             | —             | 44     | 2      |
| 2005-06                                | «Інтернаціонале»                       | A                                      | 34        | 5         | КІ                 | 3                  | 1                  | ЛЧ                   | 10                   | 0                    | СІ            | 1             | 0             | 48     | 6      |
| 2006-07                                | «Інтернаціонале»                       | A                                      | 21        | 3         | КІ                 | 4                  | 1                  | ЛЧ                   | 2                    | 1                    | СІ            | 1             | 0             | 28     | 5      |
| 2007-08                                | «Інтернаціонале»                       | A                                      | 33        | 6         | КІ                 | 1                  | 0                  | ЛЧ                   | 8                    | 2                    | СІ            | 1             | 0             | 43     | 8      |
| 2008-09                                | «Інтернаціонале»                       | A                                      | 35        | 4         | КІ                 | 3                  | 1                  | ЛЧ                   | 8                    | 0                    | СІ            | 1             | 0             | 47     | 5      |
| 2009-10                                | «Інтернаціонале»                       | A                                      | 30        | 3         | КІ                 | 4                  | 0                  | ЛЧ                   | 12                   | 1                    | СІ            | 1             | 0             | 47     | 4      |
| 2010-11                                | «Інтернаціонале»                       | A                                      | 29        | 7         | КІ                 | 4                  | 0                  | ЛЧ                   | 7                    | 1                    | СІ+СУ+КЧС     | 1+1+2         | 0             | 44     | 8      |
| 2011-12                                | «Інтернаціонале»                       | A                                      | 37        | 4         | КІ                 | 2                  | 0                  | ЛЧ                   | 8                    | 1                    | СІ            | 0             | 0             | 47     | 5      |
| 2012–13                                | «Інтернаціонале»                       | A                                      | 33        | 3         | КІ                 | 2                  | 0                  | ЛЄ                   | 13                   | 1                    | -             | -             | -             | 48     | 4      |
| 2013–14                                | «Інтернаціонале»                       | A                                      | 32        | 4         | КІ                 | 1                  | 0                  | -                    | -                    | -                    | -             | -             | -             | 33     | 4      |
| Усього за «Інтернаціонале»             | Усього за «Інтернаціонале»             | Усього за «Інтернаціонале»             | 315       | 41        |                    | 28                 | 3                  |                      | 79                   | 7                    |               | 9             | 0             | 431    | 51     |
| 2014–15                                | «Лестер Сіті»                          | ПЛ                                     | 31        | 5         | КА+КЛ              | 2+0                | 0                  | -                    | -                    | -                    | -             | -             | -             | 33     | 5      |
| 2015-2016                              | «Олімпіакос»                           | СЛ                                     | 14        | 2         | КГ                 | 3                  | 2                  | ЛЧ+ЛЄ                | 3+1                  | 0                    | -             | -             | -             | 21     | 4      |
| 2016-2017                              | «Олімпіакос»                           | СЛ                                     | 14        | 0         | КГ                 | 4                  | 1                  | ЛЧ+ЛЄ                | 1+8                  | 0+2                  | -             | -             | -             | 27     | 3      |
| Усього за «Олімпіакос»                 | Усього за «Олімпіакос»                 | Усього за «Олімпіакос»                 | 28        | 2         |                    | 7                  | 3                  |                      | 13                   | 2                    |               | -             | -             | 48     | 7      |
| Усього за кар'єру                      | Усього за кар'єру                      | Усього за кар'єру                      | 598       | 78        |                    | 46                 | 7                  |                      | 122+                 | 13+                  |               | 13            | 0             | 779+   | 98+    |

### Статистика виступів за збірну
| Дата       | Місто              | Господарі  | Результат             | Гості                | Турнір                          | Голи | Примітки   |
| ---------- | ------------------ | ---------- | --------------------- | -------------------- | ------------------------------- | ---- | ---------- |
| 20/12/2000 | Лос-Анджелес       | Аргентина  | 2 – 0                 | Мексика              | Тов (Reebok Cup)                | -    |            |
| 15/11/2003 | Буенос-Айрес       | Аргентина  | 3 – 0                 | Болівія              | Відбір до ЧС 2006               | -    |            |
| 09/10/2004 | Буенос-Айрес       | Аргентина  | 4 – 2                 | Уругвай              | Відбір до ЧС 2006               | -    |            |
| 13/10/2004 | Сантьяго           | Чилі       | 0 – 0                 | Аргентина            | Відбір до ЧС 2006               | -    |            |
| 17/11/2004 | Буенос-Айрес       | Аргентина  | 3 – 2                 | Венесуела            | Відбір до ЧС 2006               | -    |            |
| 26/03/2005 | Ла-Пас             | Болівія    | 1 – 2                 | Аргентина            | Відбір до ЧС 2006               | -    |            |
| 30/03/2005 | Буенос-Айрес       | Аргентина  | 1 – 0                 | Колумбія             | Відбір до ЧС 2006               | -    |            |
| 04/06/2005 | Кіто               | Еквадор    | 2 – 0                 | Аргентина            | Відбір до ЧС 2006               | -    |            |
| 18/06/2005 | Нюрнберг           | Австралія  | 2 – 4                 | Аргентина            | Кубок Конфедерацій              | -    |            |
| 21/06/2005 | Нюрнберг           | Аргентина  | 2 – 2                 | Німеччина            | Кубок Конфедерацій              | 1    |            |
| 26/06/2005 | Ганновер           | Мексика    | 1 – 1 д.ч. (5-6 п.п.) | Аргентина            | Кубок Конфедерацій              | -    |            |
| 29/06/2005 | Франкфурт-на-Майні | Бразилія   | 4 – 1                 | Аргентина            | Кубок Конфедерацій              | -    | 2-ге місце |
| 01/03/2006 | Базель             | Аргентина  | 2 – 3                 | Хорватія             | товариський матч                | -    |            |
| 30/05/2006 | Салерно            | Аргентина  | 2 – 0                 | Ангола               | товариський матч                | -    |            |
| 10/06/2006 | Гамбург            | Аргентина  | 2 – 1                 | Кот-д'Івуар          | ЧС 2006 - 1-й етап              | -    |            |
| 16/06/2006 | Гельзенкірхен      | Аргентина  | 6 – 0                 | Сербія та Чорногорія | ЧС 2006 - 1-й етап              | 1    |            |
| 21/06/2006 | Франкфурт-на-Майні | Нідерланди | 0 – 0                 | Аргентина            | ЧС 2006 - 1-й етап              | -    |            |
| 24/06/2006 | Лейпциг            | Аргентина  | 2 – 1 д.ч.            | Мексика              | ЧС 2006 - 1/8 фіналу            | -    |            |
| 30/06/2006 | Берлін             | Німеччина  | 1 – 1 д.ч. (4-2 п.п.) | Аргентина            | ЧС 2006 - чвертьфінал           | -    |            |
| 07/02/2007 | Париж              | Франція    | 0 – 1                 | Аргентина            | товариський матч                | -    |            |
| 02/06/2007 | Базель             | Швейцарія  | 1 – 1                 | Аргентина            | товариський матч                | -    |            |
| 05/06/2007 | Барселона          | Аргентина  | 4 – 3                 | Алжир                | товариський матч                | 1    |            |
| 28/06/2007 | Маракайбо          | Аргентина  | 4 – 1                 | США                  | Копа Америка 2007 - 1-й етап    | -    |            |
| 02/07/2007 | Маракайбо          | Аргентина  | 4 – 2                 | Колумбія             | Копа Америка 2007 - 1-й етап    | -    |            |
| 05/07/2007 | Баркісімето        | Аргентина  | 1 – 0                 | Парагвай             | Копа Америка 2007 - 1-й етап    | -    |            |
| 08/07/2007 | Баркісімето        | Аргентина  | 4 – 0                 | Перу                 | Копа Америка 2007 - чвертьфінал | -    |            |
| 11/07/2007 | Пуерто-Ордас       | Мексика    | 0 – 3                 | Аргентина            | Копа Америка 2007 - півфінал    | -    |            |
| 15/07/2007 | Маракайбо          | Бразилія   | 3 – 0                 | Аргентина            | Копа Америка 2007 - Фінал       | -    | 2-ге місце |
| 13/10/2007 | Буенос-Айрес       | Аргентина  | 2 – 0                 | Чилі                 | Відбір до ЧС 2010               | -    |            |
| 16/10/2007 | Маракайбо          | Венесуела  | 0 – 2                 | Аргентина            | Відбір до ЧС 2010               | -    |            |
| 17/11/2007 | Буенос-Айрес       | Аргентина  | 3 – 0                 | Болівія              | Відбір до ЧС 2010               | -    |            |
| 20/11/2007 | Богота             | Колумбія   | 2 – 1                 | Аргентина            | Відбір до ЧС 2010               | -    |            |
| 20/08/2008 | Мінськ             | Білорусь   | 0 – 0                 | Аргентина            | товариський матч                | -    |            |
| 06/09/2008 | Буенос-Айрес       | Аргентина  | 1 – 1                 | Парагвай             | Відбір до ЧС 2010               | -    |            |
| 10/09/2008 | Ліма               | Перу       | 1 – 1                 | Аргентина            | Відбір до ЧС 2010               | 1    |            |
| 11/10/2008 | Буенос-Айрес       | Аргентина  | 2 – 1                 | Уругвай              | Відбір до ЧС 2010               | -    |            |
| 15/10/2008 | Сантьяго           | Чилі       | 1 – 0                 | Аргентина            | Відбір до ЧС 2010               | -    |            |
| 07/09/2010 | Буенос-Айрес       | Аргентина  | 4 – 1                 | Іспанія              | товариський матч                | -    |            |
| 27/03/2011 | Нью-Джерсі         | США        | 1 – 1                 | Аргентина            | товариський матч                | 1    |            |
| 01/07/2011 | Ла-Плата (місто)   | Аргентина  | 1 – 1                 | Болівія              | Копа Америка 2011 - 1-й етап    | -    |            |
| 06/07/2011 | Санта-Фе           | Аргентина  | 0 – 0                 | Колумбія             | Копа Америка 2011 - 1-й етап    | -    |            |
| Усього     |                    | Матчів     | 52                    |                      | Голів                           | 5    |            |

## Титули і досягнення
- Чемпіон світу (U-20): 1997

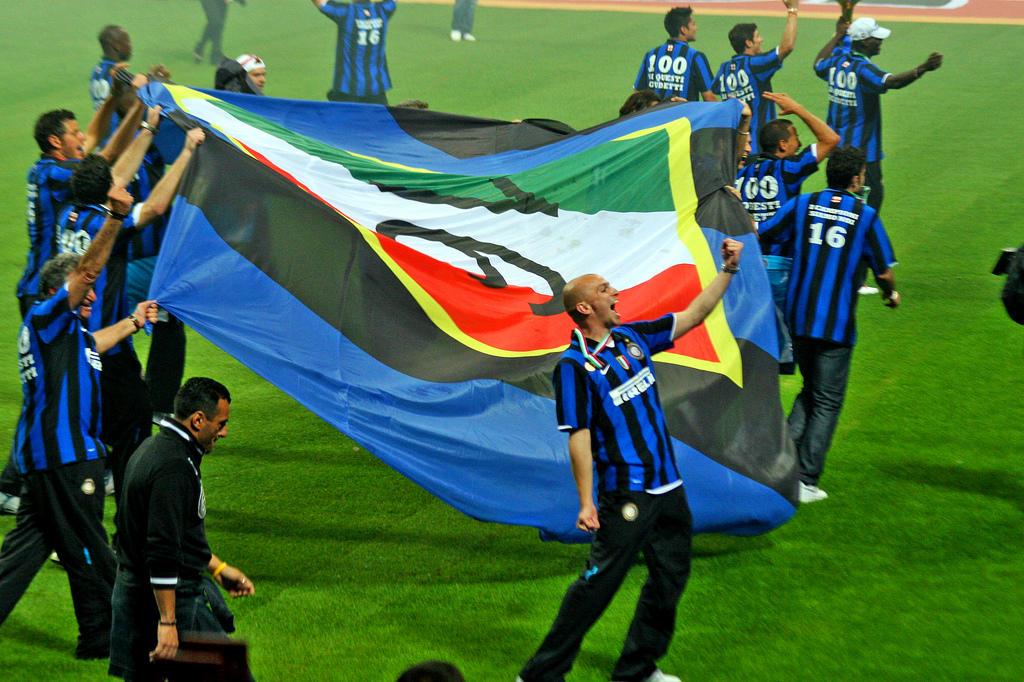
Естебан Камб'яссо (на передньому плані) з партнерами святкує перемогу у чемпіонаті Італії сезону 2007-08. 18 травня 2008 року.

- Чемпіон Південної Америки (U-20): 1997, 1999
- Чемпіон Аргентини (1):

«Рівер Плейт»: Клаусура 2002
- Чемпіон Іспанії (1):

«Реал Мадрид»: 2002-03
- Володар Суперкубка Іспанії (1):

«Реал Мадрид»: 2003
- Чемпіон Італії (5):

«Інтернаціонале»: 2005-06, 2006-07, 2007-08, 2008-09, 2009-10
- Володар Кубка Італії (4):

«Інтернаціонале»: 2004-05, 2005-06, 2009-10, 2010-11
- Володар Суперкубка Італії (4):

«Інтернаціонале»: 2005, 2006, 2008, 2010
- Чемпіон Греції (2):

«Олімпіакос»:  2015–16, 2016–17
- Переможець Ліги чемпіонів УЄФА (1):

«Інтернаціонале»: 2009-10
- Володар Міжконтинентального кубка (1):

«Реал Мадрид»: 2002
- Володар Суперкубка УЄФА (1):

«Реал Мадрид»: 2002
- Переможець Клубного чемпіонату світу (1):

«Інтернаціонале»: 2010
- Срібний призер Кубка Америки: 2007